# Aknoul
Aknoul (Berbers: ⴰⴽⵏⵓⵍ, Arabisch: أكنول) is een plaats in de provincie Taza, binnen de regio Fès-Meknès in het noordoosten van Marokko. De stad bevindt zich in het centrale Rifgebergte en is het traditionele centrum van de Riffijnse stam Igzennayen.

## Ligging
Aknoul ligt op een hoogte van ongeveer 955 meter boven zeeniveau. De stad is strategisch gelegen aan de nationale weg R505, die Taza verbindt met Al Hoceïma. Belangrijke nabijgelegen steden zijn Taza (60 km), Midar (60 km), Al Hoceïma (98 km), Guercif (103 km), Nador (136 km) en Oujda (261 km). De dichtstbijzijnde luchthaven is Nador-Aroui, op ongeveer 95 km afstand, terwijl de dichtstbijzijnde haven zich in Al Hoceïma bevindt, op ongeveer 100 km afstand.

## Demografie
Volgens de volkstelling van 2004 had Aknoul een bevolking van 4.066 inwoners. De stad fungeert als administratief en commercieel centrum voor de omliggende dorpen en gehuchten, waaronder Aïn Hamra, Douar Oulad Abdellah, Douar Bouysli, Douar Bouhdoud, Douar Oulad Taounza, Douar Ihamouten, Douar Laâtamna, Douar Souyah, Had-el-Jbarna en Douar Ouizeght.

## Geschiedenis
Tijdens het Franse protectoraat was Aknoul het hoofdkwartier van het Bureau des Affaires Indigènes van de cirkel Haut M'Soun. Tussen 1930 en 1940 stond dit bureau onder leiding van kapitein Charles Paul Vaugien. Zijn zoon, Paul Vaugien, beschreef Aknoul in een roman gepubliceerd in 1949. Tijdens de Rifoorlog (1921–1926) speelden de inwoners van Aknoul en omliggende dorpen een ondersteunende rol voor de Ayt Waghirel. Op 2 oktober 1955 was Aknoul het toneel van gewapend verzet tegen de Franse koloniale macht, een gebeurtenis die wordt herdacht met een lokaal lyceum dat deze datum draagt.

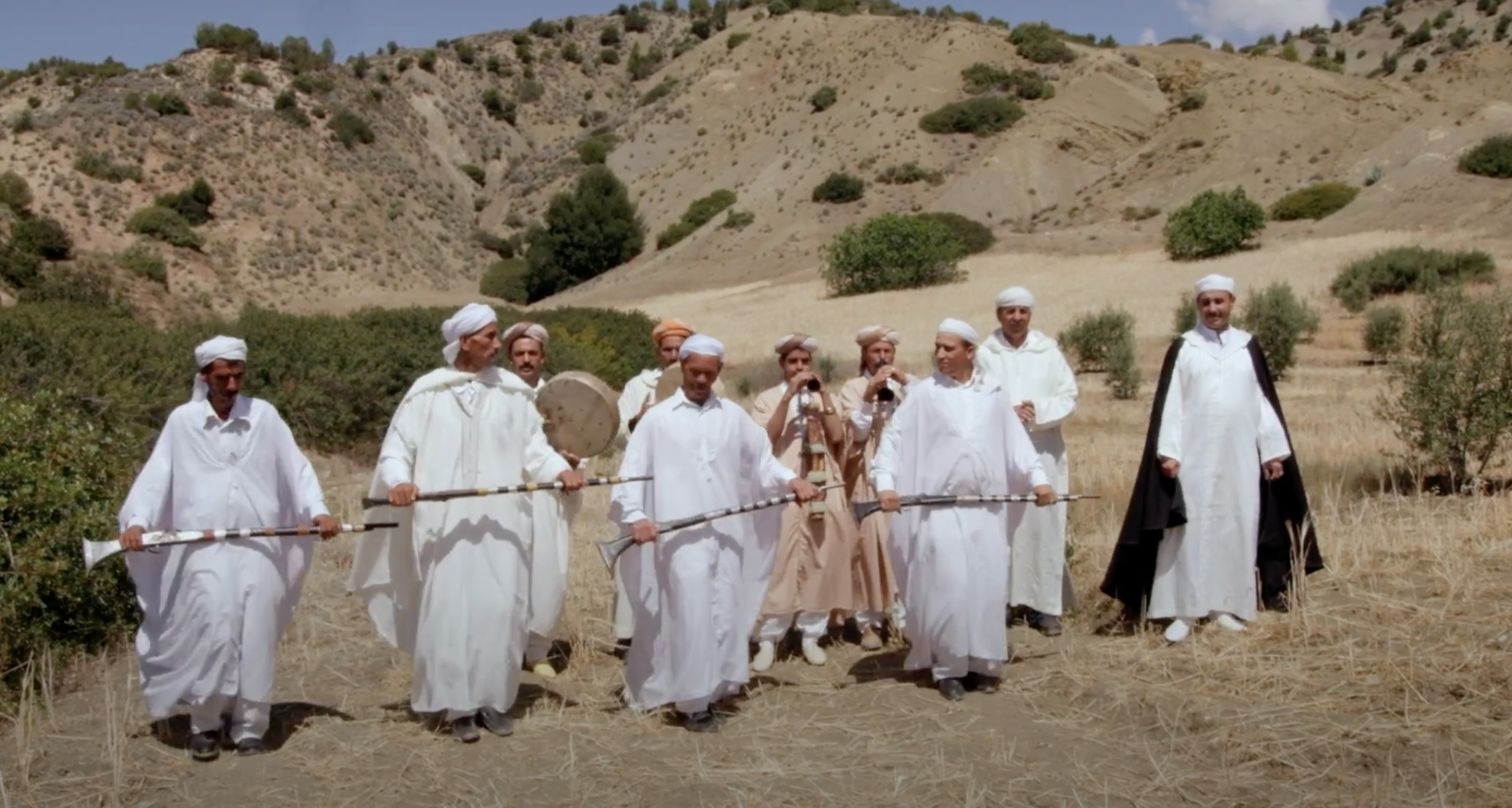
Traditionele krijgskunst-dans in Aknoul (reggada)

## Cultuur en samenleving
De bevolking van Aknoul bestaat voornamelijk uit leden van de Riffijnse stam Igzennayen, die het Tarifit (Riffijns Berbers) spreken. De stad staat bekend om haar rijke culturele erfgoed, waaronder traditionele muziek, dans en ambachten. Een belangrijk cultureel kenmerk is de dans reggada, een traditionele krijgskunst-dans die vaak wordt uitgevoerd tijdens festivals en bruiloften.

## Natuur

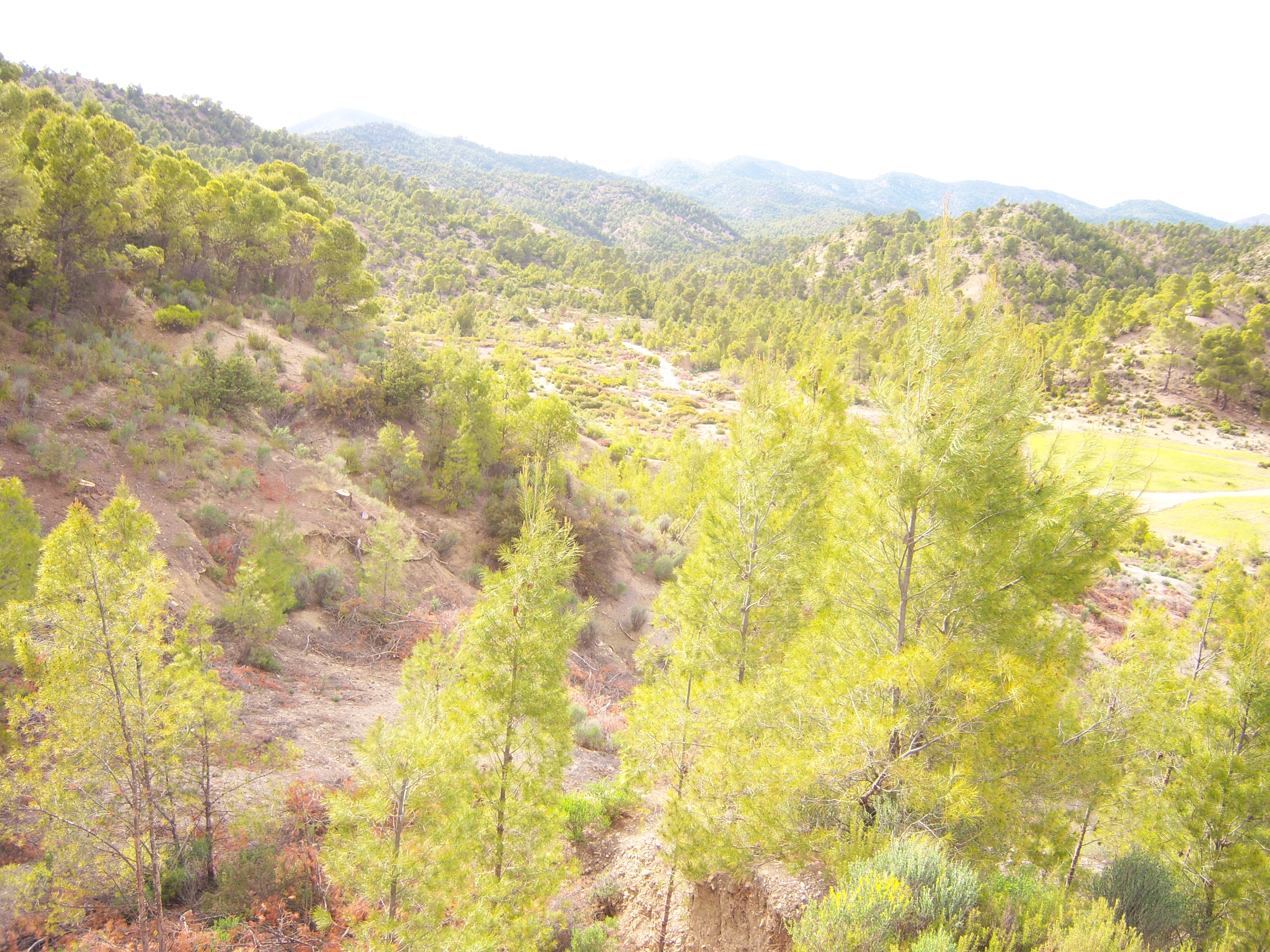
Bossen bij Aknoul

De omgeving van Aknoul is rijk aan naaldbossen, met onder andere Aleppoden (Pinus halepensis), Marokkaanse dennen (Pinus pinaster)  en Atlasceders (Cedrus atlantica). Deze bomen zijn belangrijk voor het lokale ecosysteem en helpen bij bodembehoud en waterregulatie. Het bosgebied is ook van traditioneel nut voor de lokale bevolking.

## Economie
De economie van Aknoul is voornamelijk gebaseerd op landbouw, veeteelt en kleinschalige handel. Veel inwoners zijn betrokken bij de teelt van olijven, granen en het houden van vee. Daarnaast is er een aanzienlijke diaspora, met inwoners die zijn geëmigreerd naar Europese landen zoals Nederland, Frankrijk en België, en die bijdragen aan de lokale economie via geldovermakingen.

## Bestuur
Aknoul fungeert als het administratieve centrum van de gelijknamige gemeente binnen de provincie Taza. De stad huisvest verschillende overheidsinstellingen en biedt basisvoorzieningen zoals onderwijs, gezondheidszorg en lokale markten.